# Liste der Abgeordneten zum Salzburger Landtag (1. Republik, 3. Wahlperiode)
Diese Liste der Abgeordneten zum Salzburger Landtag (3. Wahlperiode) listet alle Abgeordneten zum Salzburger Landtag in der 3. Wahlperiode auf. Der Landtag konstituierte sich nach der Landtagswahl 1927 am 4. Mai 1927.

## Landtagsabgeordnete
| Name                   | Fraktion | Anmerkung                                            |
| ---------------------- | -------- | ---------------------------------------------------- |
| Ackerer Peter          | CSP      |                                                      |
| Bacher Franz           | CSP      |                                                      |
| Bachinger Josef        | CSP      |                                                      |
| Baumgartner Eduard     | SDAP     |                                                      |
| Breitenfelder Josef    | SDAP     | am 13. Dezember 1928 verstorben                      |
| Emminger Karl          | SDAP     |                                                      |
| Engl Karl              | CSP      |                                                      |
| Fersterer Bartholomäus | CSP      |                                                      |
| Freundlinger Franz     | SLB      |                                                      |
| Hauthaler Josef        | CSP      |                                                      |
| Hochleitner Adolf      | CSP      | am 19. November 1929 für Johann Huber angelobt       |
| Huber Johann           | CSP      | am 21. Mai 1929 verstorben                           |
| Kirchner Johann        | CSP      |                                                      |
| Kürth Richard          | GDNS     |                                                      |
| Leukert Heinrich       | SDAP     |                                                      |
| Neumayr Anton          | SDAP     |                                                      |
| Neureiter Michael      | CSP      |                                                      |
| Ott Max                | GDNS     |                                                      |
| Preis Josef            | CSP      |                                                      |
| Preussler Robert       | SDAP     |                                                      |
| Rainer Johann          | CSP      |                                                      |
| Rehrl Franz            | CSP      |                                                      |
| Riedler Josef          | SDAP     |                                                      |
| Schlam Nikolaus        | GDNS     |                                                      |
| Strasser Johann        | CSP      |                                                      |
| Treml Hans             | SDAP     |                                                      |
| Weidenhillinger Alois  | SDAP     | am 14. Februar 1929 für Josef Breitenfelder angelobt |
| Witternigg Anna        | SDAP     |                                                      |